# イルバー・ディアス
イルバー・ダニエル・ディアス（Yilber Daniel Díaz, 2000年8月19日 - ）は、ベネズエラのミランダ州グアティレ出身のプロ野球選手（投手）。右投右打。MLBのアリゾナ・ダイヤモンドバックス所属。

## 経歴
2021年2月にアマチュア・フリーエージェントでアリゾナ・ダイヤモンドバックスと契約してプロ入り。シーズンでは傘下のルーキー級ドミニカン・サマーリーグ・ダイヤモンドバックスでプロデビュー。19試合（先発1試合）に登板して2勝3敗、防御率5.13、17奪三振を記録した。
2022年はA級バイセイリア・ローハイドとA+級ヒルズボロ・ホップスでプレーし、2チーム合計で19試合（先発17試合）に登板して4勝3敗1セーブ、防御率4.06、99奪三振を記録した。
2023年はA+級ヒルズボロとAA級アマリロ・ソッドプードルズでプレーし、2チーム合計で25試合に先発登板して3勝10敗、防御率4.82、140奪三振を記録した。
2024年は開幕をAA級アマリロで迎えた。AAA級リノ・エーシズを経て7月8日にメジャー契約を結んでアクティブ・ロースター入りし、同日のアトランタ・ブレーブス戦にて先発でメジャーデビュー（6回1失点で勝敗付かず）。この年メジャーでは7試合（先発4試合）に登板して1勝1敗、防御率3.81、19奪三振を記録した。

## 選手としての特徴
速球は最速99mph（約159.3km/h）に達する。変化球では80mph中盤を計測するスライダーを武器としており、70mph後半のナックルカーブ、80mph前半のチェンジアップも投げる。

## 詳細情報

### 年度別投手成績
| 年 度    | 球 団    | 登 板 | 先 発 | 完 投 | 完 封 | 無 四 球 | 勝 利 | 敗 戦 | セ 丨 ブ | ホ 丨 ル ド | 勝 率 | 打 者 | 投 球 回 | 被 安 打 | 被 本 塁 打 | 与 四 球 | 敬 遠 | 与 死 球 | 奪 三 振 | 暴 投 | ボ 丨 ク | 失 点 | 自 責 点 | 防 御 率 | W H I P |
| -------- | -------- | ----- | ----- | ----- | ----- | -------- | ----- | ----- | -------- | ----------- | ----- | ----- | -------- | -------- | ----------- | -------- | ----- | -------- | -------- | ----- | -------- | ----- | -------- | -------- | ------- |
| 2024     | ARI      | 7     | 4     | 0     | 0     | 0        | 1     | 1     | 0        | 0           | .500  | 119   | 28.1     | 27       | 3           | 12       | 1     | 0        | 19       | 0     | 0        | 13    | 12       | 3.81     | 1.37    |
| MLB：1年 | MLB：1年 | 7     | 4     | 0     | 0     | 0        | 1     | 1     | 0        | 0           | .500  | 119   | 28.1     | 27       | 3           | 12       | 1     | 0        | 19       | 0     | 0        | 13    | 12       | 3.81     | 1.37    |

- 2024年度シーズン終了時

### 年度別守備成績
| 年 度 | 球 団 | 投手（P） | 投手（P） | 投手（P） | 投手（P） | 投手（P） | 投手（P） |
| 年 度 | 球 団 | 試 合     | 刺 殺     | 補 殺     | 失 策     | 併 殺     | 守 備 率  |
| ----- | ----- | --------- | --------- | --------- | --------- | --------- | --------- |
| 2024  | ARI   | 7         | 0         | 1         | 1         | 0         | .500      |
| MLB   | MLB   | 7         | 0         | 1         | 1         | 0         | .500      |

### 背番号
- 45（2024年 - ）